# Factor de distància focal

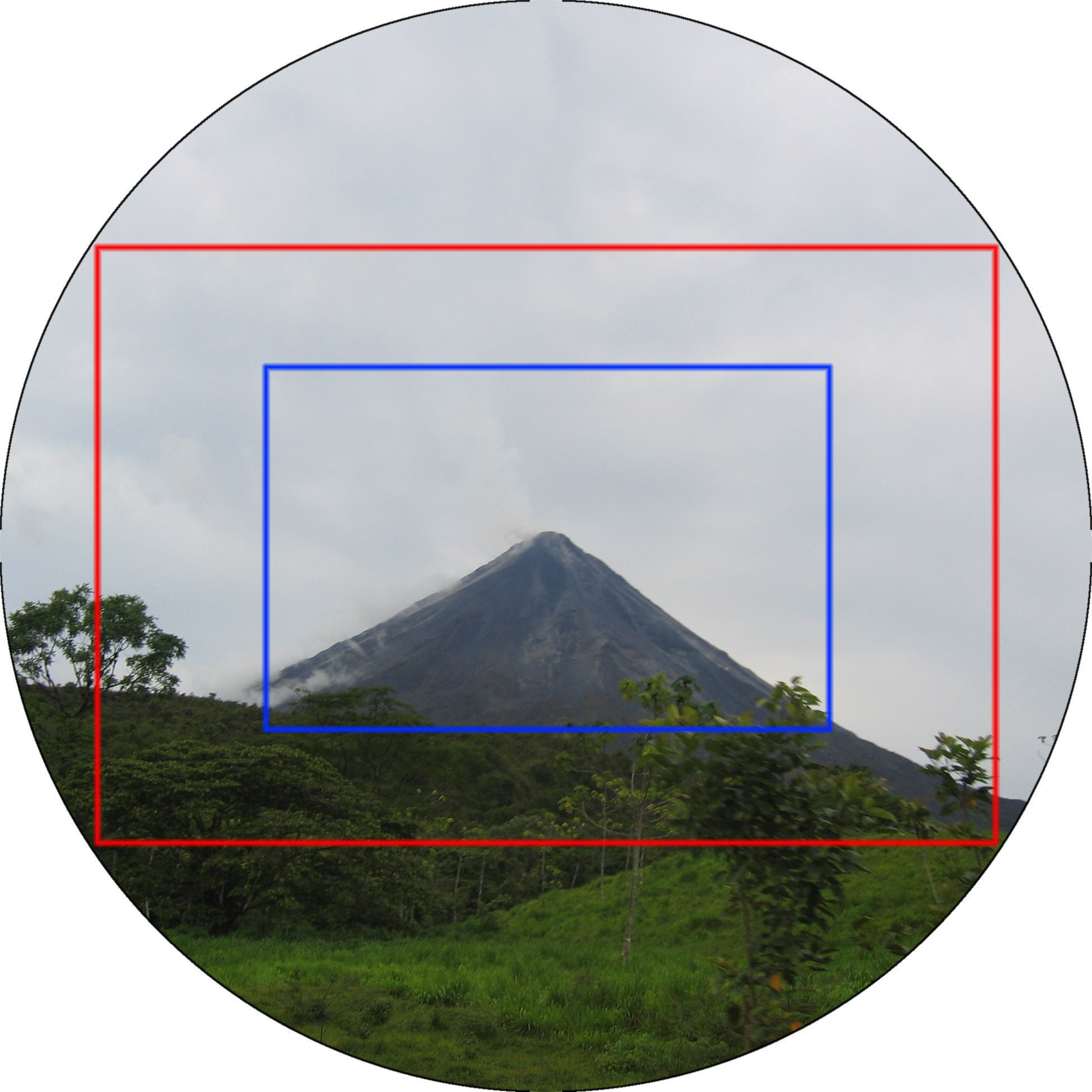
El rectangle exterior de color vermell mostra el que un sensor de 24 × 36 mm veu, l'interior de color blau el que veuria un sensor de 15 × 23 mm. (El cercle mostra la imatge real de la majoria dels objectius dissenyats per format 35 mm SLR que s'estén més enllà del rectangle vermell)

El factor de multiplicació de la distància focal és un concepte que sempre ha existit -un objectiu "normal" per a una càmera de 35mm (24x36mm) era un gran angular per a una Rolleiflex o Hasselblad (6x6cm)- però ha començat a cobrar importància amb l'aparició de les càmeres fotogràfiques digitals. És el valor numèric pel qual ha de multiplicar-la distància focal d'un objectiu, per determinar la distància focal equivalent respecte a una càmera de format 24 X 36 mm, per tal de saber quin objectiu seria en aquest format que ens serveix de referència. El camp visual o enquadrament de la imatge que tenim associat al format de "pas universal" o de 35 mm de l'ús de les càmeres analògiques, les quals registren una imatge de 24 X 36 mm, mesura que se segueix mantenint en les càmeres digitals anomenades de format complet "FF" (Full Frame).
En una càmera digital amb un sensor d'imatges més petit que la mida "FF", es produeix un efecte de retallada de la imatge, ja que només s'obté una part central de la imatge projectada per l'objectiu, el que té com a conseqüència que amb una mateixa distància focal s'obté un angle de visió menor.

## Factors de multiplicació en funció de la mida del sensor
| Factor | Mida del sensor                    | Diagonal |
| ------ | ---------------------------------- | -------- |
| 7,6    | 1/3, 2 "                           | 5,68 mm  |
| 6,6    | 1/2, 7 "                           | 6,59 mm  |
| 6,1    | 1/2, 5 "                           | 7,07 mm  |
| 4,9    | 1/1, 8 "                           | 8,93 mm  |
| 4      | 2/3 "                              | 11 mm    |
| 2      | 4/3 "Quatre Terços                 | 21,3 mm  |
| 1,6    | APS-C Canon                        | 27,1 mm  |
| 1,5    | APS-C Nikon DX, Pentax, Sony Alpha | 28,3 mm  |
| 1,3    | APS-H Cànon                        | 34,7 mm  |
| 1      | Format complet ( full frame ) 35mm | 43,27 mm |

La diagonal del sensor, indica la distància focal de l'objectiu normal per a aquest sensor, llavors una distància focal menor serà gran angular i una distància focal més gran teleobjectiu.

## Distància focal
És un valor inherent a la construcció òptica per invariable del format que triem.

## Diafragma
Es manté constant.

## Enquadrament i angle de registre de la imatge
L'angle varia segons el format. Com més petit sigui, menor serà l'angle de registre i, per tant, comprendrà menys quantitat d'espai en l'escena. Exemple: Una imatge presa amb un objectiu de 50mm en una càmera digital de format APS-C, factor de multiplicació 1,6, tindrà el mateix enquadrament que s'obtindria amb una càmera de format complet de 24 X 36 mm i un objectiu de 80 mm.

## Profunditat de camp
La profunditat de camp és l'espai per davant i per darrere del pla enfocat, comprès entre el primer i l'últim punt apreciablement nítid reproduïts en el mateix pla d'enfocament. Depèn de quatre factors: el cercle de confusió (i per tant el format i la mida de la impressió, a més de la distància d'observació i de la capacitat resolutiva de cada observador), la distància focal, el número f i la distància d'enfocament.
La profunditat de camp depèn per tant de la distància focal. S'ha dit anteriorment que la distància focal no varia, de manera que la profunditat de camp tampoc, sempre que de cada format ampliem una còpia proporcional, i les vegem, tinguin la mida que tinguin, a la mateixa distància. Si en comptes d'observar d'aquesta manera, les observador a la distància proporcional a la mida de la còpia, resulta que tindria més profunditat de camp la còpia del format més gran, ja que l'observem més lluny també, cosa contrària al que es creu. Però resulta que com per mantenir la mateixa angulació cal utilitzar òptiques amb més distància focal i resulta que aquest paràmetre és de major influència en la profunditat de camp, al final té més el format menor, però per poc. Aquesta diferència s'incrementa quan les observem a la mateixa distància, ja que d'aquesta manera només influeix la distància focal.
Si es vol obtenir la mateixa fotografia, amb el mateix enquadrament o angle i la mateixa profunditat de camp, en ambdós tipus de càmera, caldrà multiplicar el diafragma per factor de multiplicació. Si en un objectiu de 50mm amb un diafragma f: 2 amb un factor de multiplicació 1,6, serà equivalent a la imatge obtinguda en una càmera analògica amb un objectiu de 80mm i diafragma de f: 3,2. Sempre que ampliem al mateix mida i les vegem a la mateixa distància.
La profunditat de camp (PDC) es pot aproximar mitjançant la fórmula:
PDC = (2 * H * s^2)/(H^2 - s^2) per H> s
On s és la distància a la qual enfoquem i H és la distància hiperfocal, que ve donada per la fórmula
O també PNC (punt nítid més proper) = {\displaystyle F*o(F+cf)/F^{2}+UCF}
PNL (punt nítid més llunyà) = {\displaystyle F*o(F-cf)/F^{2}-UCF}
Sent "F" la (distància focal), "o" (la distància objectiu subjecte), "f" (número f), "c" (cercle de confusió màxim)
{\displaystyle H=(F^{2}/(f*c))}
Donada la distància d'enfocaments, la profunditat de camp guarda una relació inversa amb la distància hiperfocal H. D'altra banda, segons es tendeix a H, PDC tendeix a infinit, i quan s adopta un valor molt proper a F (macrofotografia), PDC tendeix a 0.
És fàcil veure que hi ha una relació inversa entre el format i la profunditat de camp, si igualem l'angle de visió. En efecte, la profunditat de camp i la distància hiperfocal (les variables PDC i H) mantenen una relació inversa entre si, de manera que, si substituïm el cercle de confusió per un altre menor (dividint per un factor de retall q), i fem el mateix amb la distància focal (F), tindrem una nova distància hiperfocal menor que l'original. En efecte, H1 = F^2/(f * c)> H2 = (F/q)^2/(f * c/q), Observeu que hem dividit el numerador de H2 per q^2 però el denominador només per q. Donada la relació inversa abans esmentada, un format menor, amb un cercle de confusió menor, tindrà, per al mateix angle de visió, obertura, distància d'enfocament, mida de còpia i distància d'observació, més profunditat de camp.

## Lluminositat
No afecta. Un objectiu 50mm en una càmera amb 1,6 de factor de multiplicació af: 1,8, seria com un objectiu de 80mm f: 1,8 en una càmera FF.

## Estabilitat
Per preses a pols, sense trípode, és generalment utilitzada la norma de velocitat mínima d'exposició de (1/distància focal) segons per assegurar que la foto no surti moguda. Aquesta norma segueix sent vàlida multiplicant pel factor de multiplicació.